# Everytime
Everytime (Kdykoli) je píseň, kterou napsala a vydala americká zpěvačka Britney Spears. Singl se objevil na jejím albu nazvaném In the Zone.

## Videoklip
Režisér David LaChapelle natočil k této písni velmi kontroverzní videoklip. V původní dosud nezveřejněné verzi se měla Britney Spears předávkovat prášky, zapít je alkoholem a následkem předávkování zemřít. Ale protesty fanoušků a veřejnosti ho donutily natočit druhou snesitelnější verzi. I přesto existují dvě veze, ta americká je oproti celosvětové chudší o některé záběry a je v ní méně krve.
Klip začíná příjezdem Britney a jejího přítele (kterého hraje Stephen Dorff) do hotelu v Las Vegas. Zde je pronásledují reportéři. Jeden zpravodaj Britney zraní, ale nikdo si toho nevšimne. V hotelu se pak mezi párem strhne hádka a přítel Britney hodí vázu s květinami na zem, Britney se naštve a zmizí v koupelně. Zatímco se koupe ve vaně zjistí, že je na hlavě zraněná, ztratí vědomí a ponoří se do vany. Po chvíli Britney nalézá ve vaně její přítel, ale ta už prožívá jakousi reinkarnaci a její duch prochází nemocnicí, kde se jí snaží lékaři marně zachránit. Když nahlédne do pokoje, kde se narodilo miminko Britney umírá.
V úplném závěru klipu se Britney probudí ve vaně a usmívá se. Tento konec má symbolizovat vzácnost života.

## Hitparádové úspěchy
Everytime se umístila v USA na patnáctém místě. Celosvětově se stejně jako písni Toxic velmi dařilo. Téměř ve všech zemích se probojovala do Top 10.

## Umístění ve světě
| Hitparáda             | Umístění |
| --------------------- | -------- |
| USA Billboard Hot 100 | 15       |
| Argentina             | 1        |
| Austrálie             | 1        |
| Rakousko              | 4        |
| Belgie                | 4        |
| Brazílie              | 16       |
| Kanada                | 2        |
| Chile                 | 2        |
| Čína                  | 1        |
| Dánsko                | 5        |
| Nizozemsko            | 3        |
| Evropa                | 2        |
| Finsko                | 18       |
| Francie               | 2        |
| Německo               | 2        |
| Řecko                 | 16       |
| Indie                 | 1        |
| Indonésie             | 1        |
| Lotyšsko              | 12       |
| Mexiko                | 1        |
| Irsko                 | 1        |
| Norsko                | 3        |
| Peru                  | 2        |
| Portugalsko           | 2        |
| Filipíny              | 1        |
| Rusko                 | 1        |
| Švédsko               | 3        |
| Švýcarsko             | 6        |
| Velká Británie        | 1        |
| Ukrajina              | 32       |
| Svět                  | 1        |